# 大塚ローテック

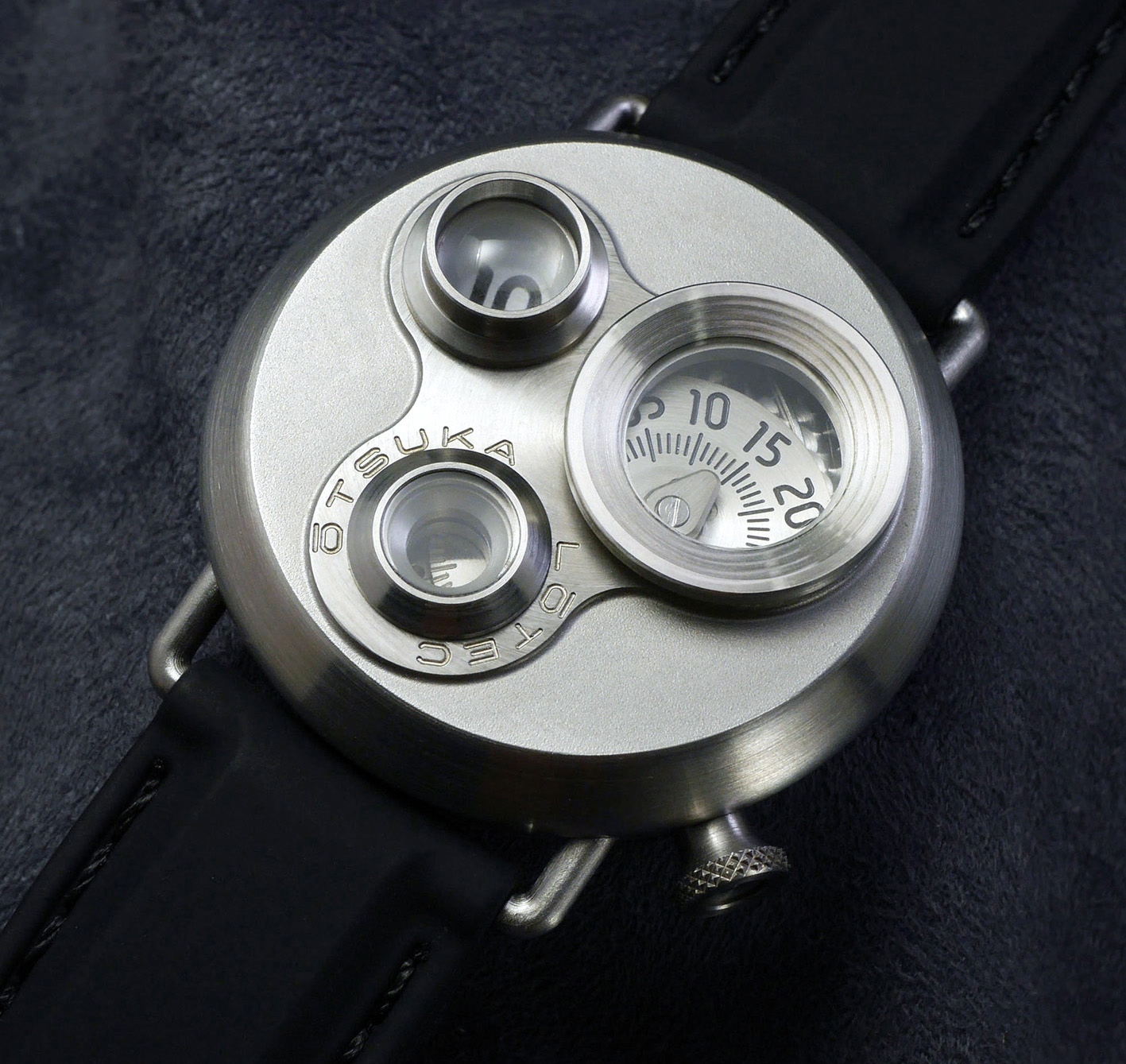
7.5号

大塚ローテック（ŌTSUKA LŌTEC）は日本の腕時計ブランド。創業者兼ブランド代表は片山次朗（現代の名工）。2012年創業。

## 概要
トヨタ車のデザインなどを手がけたプロダクトデザイナー の片山次朗により創業した腕時計ブランド。時計の外装から内部のモジュールに至るまで全て片山が設計を行い、自社で組立を行っている。時計の心臓部にあたるムーブメントはMIYOTA社の国産ムーブメントに自社製モジュールを付加している。製造本数が少なく入手は困難を極める。2022年の年間製造本数は70～80本。

## 代表モデル
- 7.5号

ジャンピングアワーと分ディスク、秒ディスクによる時刻表示を特徴とする腕時計。ムーブメントは MIYOTA82S5 に自社製ジャンピングアワーモジュールを搭載している。2023年6月より仕様変更。新仕様の7.5号のシリアル番号0番はラ・ショー＝ド＝フォン（スイス）にある 国際時計博物館 の収蔵品である。2023年10月には国立科学博物館の理工学研究部 科学・技術史資料として保存されることが発表された。2024年、iFデザイン賞を受賞した。
- 7号

ジャンピングアワーと分ディスク、秒ディスクによる時刻表示を特徴とする腕時計。分ディスクと秒ディスクが同軸上に配置されている。ムーブメントはMIYOTA82S5に自社製ジャンピングアワーモジュールを搭載している。
- 6号

レトログラード機構の時分針による時刻表示を特徴とする腕時計。ムーブメントはMIYOTA9015に自社製レトログラードモジュールを搭載している。2024年にはジュネーブ・ウオッチメイキング・グランプリ（GPHG）のチャレンジ部門にノミネートされ、同部門のグランプリを受賞した。
- 5号

レギュレーターによる時刻表示を特徴とする腕時計。ムーブメントはMIYOTA8215をレギュレーター化している。

## 創業者・片山次朗
創業者の片山次朗はプロダクトデザイナーとして活動中に独学で時計製造を学び、2012年より「大塚ローテック」のブランド名で腕時計の販売を開始した。
1993年、東京コミュニケーションアート専門学校卒業。
1993年よりトヨタ車のデザイン開発を担当（カローラ、アルテッツァ、ファンカーゴなど）。
1998年、プロダクトデザイナーとして独立。
2008年、デザインを手がけたカメラレンズ（タムロン）がグッドデザイン賞受賞。同年、独学で時計製作について学んだ後、時計製作開始。
2012年、大塚ローテックの腕時計の一般販売開始。
2024年、厚生労働省が定める令和6年度「卓越した技能者（現代の名工）」に選出。